# Altillac
Altillac – miejscowość i gmina we Francji, w regionie Nowa Akwitania, w departamencie Corrèze.
Według danych na rok 1990 gminę zamieszkiwały 824 osoby, a gęstość zaludnienia wynosiła 33 osoby/km² (wśród 747 gmin Limousin Altillac plasuje się na 157. miejscu pod względem liczby ludności, natomiast pod względem powierzchni na miejscu 241.).

## Populacja

Populacja Altillac w latach 1962–2008